# Spirama mollis
Spirama mollis là một loài bướm đêm trong họ Erebidae.